# Fenton John Anthony Hort
Fenton John Anthony Hort (1828-1892) fue un teólogo, editor, y naturalista irlandés, nacido en Dublín el 23 de abril de 1828. En 1846 pasó de rugbista a la Universidad de la Trinidad, Cambridge, donde fue contemporáneo de E.W. Benson, de B.F. Westcott y de J.B. Lightfoot. Los cuatro hombres se hicieron amigos y compañeros de trabajo de por vida. Luego, conjuntamente con J. E. B. Mayor y Lightfoot, estableció "el diario de la Filología clásica y sagrada" (Journal of Classical & Sacred Philology), y se hundió con impaciencia en el estudio teológico.
En 1857 se casó, y aceptó la vida de la Universidad de St Ippolyts, cerca de Hitchin, en Hertfordshire, en donde permaneció por quince años. Durante su residencia allí tomó una cierta parte en las discusiones sobre reformas de la Universidad, continuó sus estudios, y escribió ensayos para varios periódicos.
En 1870 lo designaron miembro del comité para revisar la traducción del Nuevo Testamento, y en 1871 entregó una lectura ante la Universidad. Su título era: "El camino, la Verdad, y la Vida" (The Way, the Truth, & the Life), pero no fueron preparadas para la publicación hasta muchos años después de su entrega.
En 1872 aceptó una beca en la Universidad de Emmanuel; en 1878 lo honran como profesor de Teología en Hulsean. Había publicado mientras tanto, con su amigo Westcott, una edición del texto griego del Nuevo Testamento bajo el nombre "The New Testament in the Original Greek". El comité de revisión había aceptado gran parte este texto, incluso antes de su publicación, como base para su traducción del Nuevo Testamento. El trabajo sobre su aspecto creó una sensación inmensa entre eruditos, y vehementemente fue atacado en muchos lugares, pero en el conjunto fue recibido como la aproximación más cercana al texto original del Nuevo Testamento. La introducción era el trabajo de Hort, y su profundidad y plenitud convencieron a todos los que la leyeron que estaban bajo dirección de un maestro. Hort murió el 30 de noviembre de 1892.
Su vida y cartas fueron editadas por su hijo, sir Arturo Hort, Bart. (1896).

## Algunas publicaciones
- Two dissertations, I: Monotenz Oeoz in Scripture and Tradition, II: The Constantinopolian Creed and other Creeds, Londres 1876
- The Way, the Truth, the Life, Hulsean lectures for 1871, Cambridge & Londres 1893
- Judaistic Christianity, 1894
- Prolegomena to St. Paul's Epistles to the Romans and the Ephesians, 1895
- The Ante-Nicene Fathers, 1895; The Christian Ecclesia, 1897
- The First Epistle of St.Peter I, 1 - II, 17, 1898
- Notes Introductory to the Study of the Clementine Recognitions, 1901
- Book VII of the Stromateis of Clement of Alexandria, zus. mit J. B. Mayor, 1902
- The Apocalypse of St. John 1-3, 1908
- The Epistle of St. James 1, 1-4, 7, 1909 (publicados póstumamente en Londres)

## Honores

### Epónimos
Género
- (Rutaceae) Hortia Vand.[2]

Especies
- (Goodeniaceae) Lechenaultia hortii L.W.Sage[3]

- La abreviatura «Hort» se emplea para indicar a Fenton John Anthony Hort como autoridad en la descripción y clasificación científica de los vegetales.[4]

Se conservan 179 registros IPNI de sus identificaciones y clasificaciones de nuevas especies las que publicaba habitualmente en: Nomencl. Bot.; Syst. Veg.; J. Linn. Soc., Bot.; Kew Bull. App.; Kerch. Palm.; Handb. Bromel.; Garden (London 1871-1927); Kew Bull.